# Madrinas de Guerra
Las Madrinas de Guerra fueron un grupo de mujeres en Venezuela dedicadas a acompañar a presos políticos durante la dictadura de Juan Vicente Gómez, sobre todo a estudiantes detenidos de la Generación del 28. Las mujeres visitaban las cárceles, incluyendo La Rotunda, y les llevaban a los reos comida, medicina y cartas. Por otro lado se hicieron listas para «adoptar» a un estudiante y para que cada mujer se encargara de un estudiante, ponerlo en contacto con sus familiares, y llevarle bienes necesarios. Uno de los miembros destacados del grupo fue la periodista y feminista Carmen Clemente Travieso.